# Эджер, Нил
Нил Эджер (William Neil Adger, род. 1964, Баллимина, Северная Ирландия) — британский обществовед и географ, эколог и экономист.
Доктор философии (1998), профессор Эксетерского университета (с 2012) и прежде Университета Восточной Англии.
Удостоен Philip Leverhulme Prize (2001) и Lloyd’s Science of Risk Prize (2013), назывался Thomson Reuters Highly Cited Scientist, а также в числе наиболее высокоцитируемых учёных 2015—2017 годов по ISI.
Лауреат BBVA Foundation Frontiers of Knowledge Award (2020).

## Биография
Окончил Эдинбургский университет (магистр экономики) и Wye College Лондонского университета (магистр сельскохозяйственной экономики). Степень доктора философии получил в 1998 году в школе экологических наук Университета Восточной Англии. В 1996-2006 гг. там же лектор и ридер, в 2006-2012 гг. профессор экономики окружающей среды. С 2012 года профессор географии человека Колледжа наук о жизни и окружающей среде Эксетерского университета.
В 2005—2014 годах член Resilience Alliance.
В 2007 году заслуженный лектор по экологии в Университете Майами, в 2008 году фелло в Мельбурнском университете, в 2009 году читал 5-ю международную лекцию по географии развития в Институте географических наук Боннского университета, в 2011 году заслуженный эколог в Университете штата Колорадо, в 2015 году заслуженный приглашённый учёный CSIRO в Австралии.
Сотрудничал с МГЭИК, в частности принимал участие в работе над Millennium Ecosystem Assessment.
Член-основатель Tyndall Centre.
Член совета директоров Института экологической экономики Бейера Шведской королевской академии наук.
Член редколлегий Global Environmental Change и Ecology and Society.
Публиковался в Nature Climate Change.
Автор более 180 научных статей, в том числе широко цитируемой "Vulnerability" в Global Environmental Change.